# Trypanosoma qadrii
Trypanosoma qadrii – kinetoplastyd z rodziny świdrowców należący do królestwa protista. Pasożytuje w osoczu Clarias batrachus z rodziny ryb długowąsowatych.
T. qadrii jest gatunkiem monomorficznym występującym w 1 formie.  Osobniki osiągają 30,4 – 48,2 μm długości wraz z wicią, 1,6 – 3,2 μm szerokości. Osobniki te posiadają wolną wić długości 5,5 – 14,5 μm. Jądro jest niezbyt duże i mierzy 2,5 – 4 μm długości oraz 0,8 – 1,6 μm szerokości. Kinetoplast posiada rozmiary 1,0 – 1,6 μm długości i 0,5 – 0,8 μm szerokości.
Występuje na terenie Azji.